# Phượng Mao
Phượng Mao là một phường thuộc thị xã Quế Võ, tỉnh Bắc Ninh, Việt Nam.

## Địa lý
Phường Phượng Mao nằm ở trung tâm thị xã Quế Võ, có vị trí địa lý:
- Phía đông giáp phường Phố Mới và phường Bồng Lai
- Phía tây giáp phường Phương Liễu và thành phố Bắc Ninh
- Phía nam giáp phường Bồng Lai và hai xã Mộ Đạo, Yên Giả
- Phía bắc giáp phường Phương Liễu.

Phường có diện tích 5,02 km², dân số năm 2022 là 20.176 người, mật độ dân số đạt 4.019 người/km².
Trên địa bàn phường có Quốc lộ 18 chạy qua.

## Hành chính
Phường có 4 khu dân cư là: Mao Trung, Mao Lại, Mao Yên, Mao Dộc.

## Lịch sử
Trước đây, Phượng Mao là một xã thuộc huyện Quế Võ.
Ngày 7 tháng 10 năm 1995, Chính phủ ban hành Nghị định số 58-CP. Theo đó, thành lập thị trấn Phố Mới, thị trấn huyện lỵ huyện Quế Võ trên cơ sở 77 ha diện tích đất tự nhiên và 1.863 người của xã Việt Hùng, 197 ha diện tích đất tự nhiên và 2.469 người của xã Phượng Mao.
Sau khi điều chỉnh địa giới hành chính, xã Phượng Mao còn lại 382,72 ha diện tích tự nhiên và 3.342 người.
Ngày 13 tháng 2 năm 2023, Ủy ban Thường vụ Quốc hội ban hành Nghị quyết số 723/NQ-UBTVQH15 (nghị quyết có hiệu lực từ ngày 10 tháng 4 năm 2023). Theo đó, thành lập thị xã Quế Võ và thành lập phường Phượng Mao thuộc thị xã Quế Võ trên cơ sở toàn bộ 5,02 km² diện tích tự nhiên, 20.176 người của xã Phượng Mao.